# Felipe Martins
Felipe Santos Martins (sinh ngày 12 tháng 11 năm 1990) là một cầu thủ bóng đá người Brasil từng thi đấu cho câu lạc bộ Sông Lam Nghệ An tại V.League 1.

## Sự nghiệp câu lạc bộ
Anh ra mắt chuyên nghiệp tại Giải bóng đá hạng nhất quốc gia Bồ Đào Nha cho Desportivo Aves vào ngày 8 tháng 8 năm 2015 trong trận đấu trước Sporting Covilhã.